# Palau Reial de Torroella
El Palau Reial, Palau lo Mirador o Casa Carles és a l'espai anomenat la cellera al mig de la vila de Torroella de Montgrí, a la comarca del Baix Empordà, al límit amb l'Alt Empordà, prop de la Costa Brava, tenint el nord el massís del Montgrí, i al sud la plana on desemboquen el riu Ter i el Daró.
El Palau Reial de Torroella juntament amb l'església parroquial de Sant Genís constituí el centre (cellera), al voltant del qual es formà el nucli antic de Torroella, i que evolucionà a l'actual recinte murat de Torroella. Situat al municipi de Torroella de Montgrí, al Baix Empordà (Catalunya) i on ara destaquen el portal de Santa Caterina, el mateix castell-palau, també dit "el Mirador" i la torre de les Bruixes, que juntament amb altres quatre torres eren les portes de l'antiga població emmurallada.

## Història

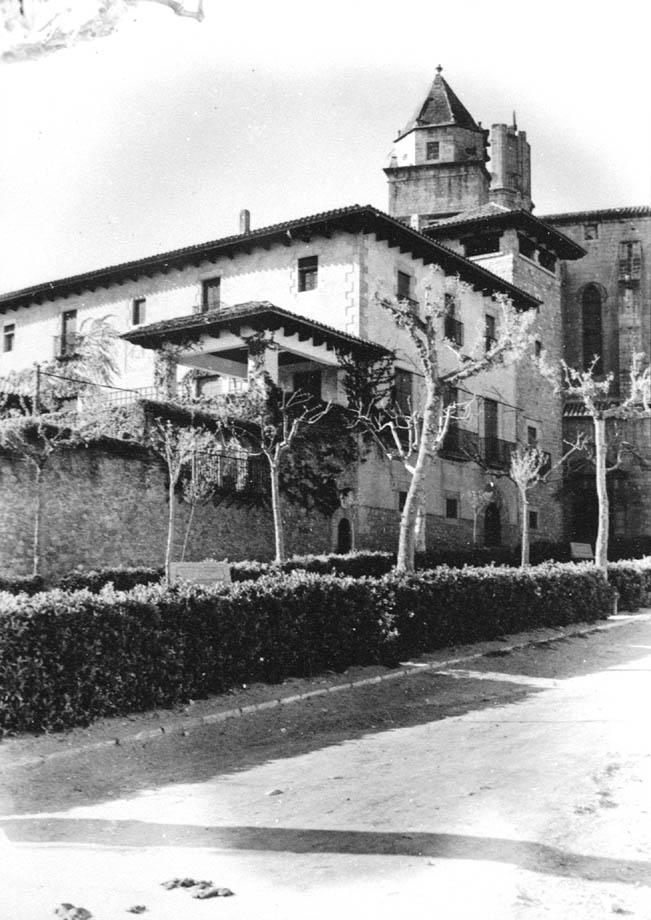
Palau Reial de Torroella

El nom de Torroella —«villa Torrocella»— apareix per primera vegada l'any 879 quan el bisbe de Girona, Teotari, guanyà la disputa d'un terreny que li qüestionava «Adisclus». Va resoldre-ho el fet que el terreny corresponia a «villa Oliano» i Ullà era propietat del bisbat. La primera referència escrita del «castro Torredella» data del maig de 1085 amb relació a una concòrdia entre els comtes d'Empúries i comtes del Rosselló. A partir de 1121 hi ha constància de la dependència de Torroella amb els vescomtes d'Empúries, els quals ben probablement van promoure la constitució de la casa de Torroella. Eren temps de Pere Ponç de Torroella i més endavant de Ponç Guillem qui fou present a la fundació de la canonja agustina de Santa Maria d'Ullà. L'any 1138 trobem una nova referència a un noble dels Torroella quan Pere de Torroella hagué de pactar, igual com feren altres nobles, amb el comte de Barcelona Ramon Berenguer IV arran de la derrota soferta pel comte d'Empúries amb qui l'unien els lligams nobiliaris abans esmentats. Les esbatusses foren motivades per abusos comesos pel comte emporità contra l'església de Girona. El 21 de gener de 1202 s'establí un conveni entre un Pere de Torroella, el seu fill Ponç Guillem i el rei Pere el Catòlic garantint la seva fidelitat a la corona amb la finalitat d'assegurar l'ajut en cas que fossin fets presoners, ben probablement recordant l'atac sofert l'any 1178 pels moros procedents de Mallorca que assetjaren la contrada. També cal fer esment que en l'anomenat cartulari de Carlemany (segle xiii) hi consta el jurament de fidelitat de Ponç Guillem, el fill Guillem i l'esposa Guilla al bisbe de Girona comprometent-se a no fer cap dany als homes i béns que hi hagi a «Torrocella de Montegrino» o els seus termes.
L'any 1226 Bernat de Santa Eugènia succeí Ponç Guillem a la casa de Torroella, participant en la conquesta de Mallorca (1229), arribant a formar part dels «comdors e honrats hòmens de Catalunya» i esdevenint fins i tot el primer governador de l'illa amb motiu de la partida del sobirà Jaume I el Conqueridor mentre que un altre noble, Ramon de Torroella, arribà ser el primer bisbe de Mallorca després de la conquesta cristiana. Tot plegat ocasionà que a les Illes s'establís una branca de la família que prengué el nom de Torrella (perdent la o). Un altre familiar d'aquesta família fou Guillem de Montgrí, sagristà de Girona i germà de Bernat, qui organitzà l'expedició destinada a la conquesta d'Eivissa (1235). El mateix Bernat de Santa Eugènia, que va acabar desplaçant la seva residència a la vila de Santa Eugènia de Berga (Osona), amplià els privilegis als seus vassalls de Torroella coincidint amb l'enfrontament de Ponç Guillem de Torroella amb el comte d'Empúries (1265). El 1269, Sança de Santa Eugènia va permutar el castell i la vila de Torroella per la baronia de Vilademuls, dels Rocabertí. La permuta i influència dels Rocabertí durà ben poc perquè, tres anys més tard, una nova permuta posava en mans de la corona el castell i la vila de Torroella. Per altra banda, Guillem de Montgrí —el sagristà de Girona— renunciava a favor de l'infant Pere (que fou Pere el Gran) els drets que tenia per herència paterna. Torroella entrava de ple dins l'àmbit senyorial dels monarques, que hi feren estada en diverses ocasions. Tal com s'esmenta en l'escrit dedicat al castell de Montgrí, la vila de Torroella veié edificar-se aquell castell (1294) destinat a la defensa de la mateixa vila enfront dels bel·licosos comtes d'Empúries que assaltaren en diverses ocasions la vila tant per terra com per mar (aleshores no era tan distant de la vila com ho és ara).
El 1285 tingueren lloc importants obres sota la direcció de Gilabert de Cruïlles encarregat també de les que es feien a Girona, Pontós i Besalú. Castell, palau i presó esdevingueren la mansió de Torroella. La torre —de planta circular— és la que avui es coneix com a Torre de les Bruixes. En aquestes dates, la custòdia del «Castrum Ville Turricelle de Montegrino» fou confiada a Jaspert (o Gispert) de Pals (1295) i Jaume II va fer estada al castell-palau en algunes ocasions. Pere el Cerimoniós inclogué aquesta vila al ducat de Girona — creat el 1351— en favor del seu primogènit (el futur rei Joan I). Aleshores la baronia de Torroella la constituïen: Torroella, Ullà, Gualta, Fontanilles i Llabià; en ella el sobirà hi tenia un procurador i la vila era considerada reial. Joan I el Caçador va anar sovint a Torroella on les cròniques feien constar que hi havia molta cacera —sobretot de porc senglar— i precisament en tornar de la vila, camí de Barcelona, i a l'alçada de Foixà, morí enmig d'una cacera (19 de maig de 1396). Pere III el Cerimoniós (1336-1386) va completar i millorar les muralles que encerclaven la població, on destaquen el portal de Santa Caterina, el castell-palau — situat a prop de l'església parroquial dedicada a Sant Genís— i la torre de les Bruixes, si bé hi havia hagut fins a sis portes d'entrada a la vila. L'any 1397 les muralles van haver de ser reconstruïdes en part. La guerra de la Generalitat contra el rei Joan el Sense Fe motivà que la ciutat de Barcelona confiés Torroella al comte de Pallars. Aquest pogué defensar la vila en combat amb els reialistes que s'havien apoderat del Montgrí (1462). Després s'encarregà la custòdia de la vila al baró de Cruïlles, i l'any 1463 Joan II adjudicà castell i vila, amb el fort d'Albons, a Joan Gombau. Finalment, el rei va haver d'assetjar la vila fins a la seva rendició (1471). La família Llabià s'encarregà d'administrar i governar Torroella en nom de la corona, passant després als senyors de Biure per enllaç matrimonial i més tard als senyors d'Oms en plena decadència, la qual cosa motivà, l'any 1642, la intervenció de la Universitat de Torroella que aconseguí l'adjudicació dels béns de la vila. Tot i això, a principis del segle xix era en poder de la família dels Carles i posteriorment passà a mans del marquès de Robert com a comte de Torroella de Montgrí amb grandesa d'Espanya. Joaquim Robert i de Carles i la seva esposa Mercè Rocamora, procedent d'una opulenta família barcelonina, van fer importants millores en el casal a través de l'arquitecte gironí Rafael Masó i Valentí entre el 1929 i el 1932. Actualment, palau, portals i muralla formen part integral de la vila.

## Arquitectura

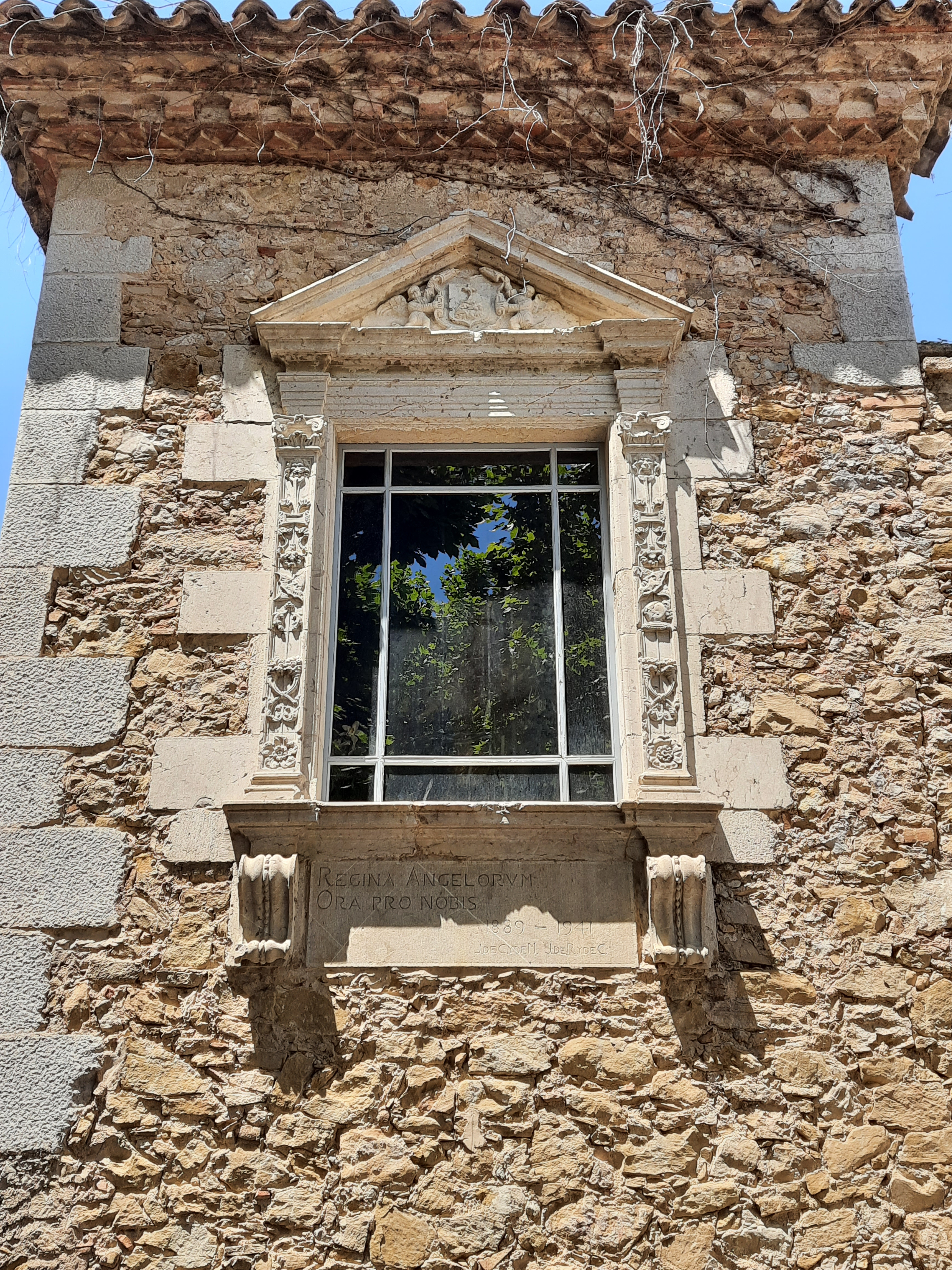
Finestra renaixentista

És un edifici de planta rectangular amb un pati central al voltant del qual es distribueixen les diverses dependències del palau. El conjunt té planta baixa i dos pisos, amb barbacanes de coronament i cobertes de teula.
El mirador, molt restaurat, conserva alguns elements de l'antic palau, el més remarcable dels quals és la galeria gòtica del segle xiv que hi ha al pati, amb arcs apuntats; són també interessants algunes finestres i la torre de l'angle nord-est.
Cal remarcar, així mateix, el portal i la finestra renaixentista que, provinents de la Casa de Camps del carrer de l'Hospital, han estat incorporats al conjunt del mirador. Aquest element està situat en la façana de l'edifici del Mirador que dona al passeig de l'Església. Constitueix una de les obertures de la petita capella que ocupa la cantonada amb el carrer del Mar. Es tracta d'una finestra de llinda amb decoració clàssica. Té un ampit motllurat amb mènsules decoratives entre les quals hi ha una làpida amb la inscripció: "Regina Angelorum Ora pro nobis" i les dates "1889-1941". Dues pilastres laterals presenten relleus vegetals i figuratius característics de la decoració de grotescos pròpia del període renaixentista. Un entaulament llis serveix de base a un frontó triangular que té timpà decorat amb figures en relleu d'àngels que sostenen un escut central.